# Championnats de France de patinage artistique 1973
Navigation
Championnats de France 1972 Championnats de France 1974
Les championnats de France de patinage artistique 1973 ont eu lieu à Strasbourg pour 3 épreuves : simple messieurs, simple dames et couple artistique. 
La patinoire des Courtilles de Asnières-sur-Seine a accueilli l'épreuve de danse sur glace, deux ans après son inauguration (1971).

## Podiums
| Épreuves                            | Or                                | Argent                                 | Bronze                         |
| Messieurs résultats détaillés       | Jacques Mrozek                    | Pascal Delorme                         | Christophe Boyadjian           |
| Dames résultats détaillés           | Marie-Claude Bierre               | Christine Strohl                       | Dominique Faure                |
| Couples résultats détaillés         | Florence Cahn / Jean-Roland Racle | Pascale Kovelmann / Jean-Pierre Rondel | -                              |
| Danse sur glace résultats détaillés | Anne-Claude Wolfers / Roland Mars | Claude Cousté / Éric Cousté            | Muriel Boucher / Yves Malatier |

## Détails des compétitions
(Détails des compétitions encore à compléter)

### Messieurs
| Rang | Nom                  |
| ---- | -------------------- |
| 1    | Jacques Mrozek       |
| 2    | Pascal Delorme       |
| 3    | Christophe Boyadjian |
| ...  |                      |

### Dames
| Rang | Nom                 |
| ---- | ------------------- |
| 1    | Marie-Claude Bierre |
| 2    | Christine Strohl    |
| 3    | Dominique Faure     |
| ...  |                     |

### Couples
| Rang | Nom                                    |
| ---- | -------------------------------------- |
| 1    | Florence Cahn / Jean-Roland Racle      |
| 2    | Pascale Kovelmann / Jean-Pierre Rondel |

### Danse sur glace
| Rang | Nom                               |
| ---- | --------------------------------- |
| 1    | Anne-Claude Wolfers / Roland Mars |
| 2    | Claude Cousté / Éric Cousté       |
| 3    | Muriel Boucher / Yves Malatier    |
| ...  |                                   |

## Sources
- Le livre d'or du patinage d'Alain Billouin, édition Solar, 1999